# حسين باي الأول
حسين بن علي أو حسين ابن علي تركي أو سيدي حسين باي الأول باي تونس من 12 جويلية 1705 إلى 8 سبتمبر 1735، وهو أول بايات تونس من العرش الحسيني ومؤسس المملكة التونسية الحسينية. أثناء العهد الحسيني، تحقق الكثير من الازدهار والرخاء الاقتصادي. وفي نهاية القرن السابع عشر وبداية القرن الثامن عشر الميلاديين، كان عدد كبير من الدول الأوروبية التي تقوم بتجارة ملاحية تدفع جزية سنوية للدولة الحسينية لتأمين مرور سفنها في البحر المتوسط.

## حياته

### نشأته
هو ابن علي تركي أحد الجنود الانكشاريين الذين قدموا لتونس وعملوا تحت إمرة بايات العرش المرادي، أصله من جزيرة كريت اليونانية وعين قائدا للحامية العسكرية بالكاف حيث استقر وتزوج بامرأة من قبيلة شارن انجبت له ابنه حسين سنة 1675 م، الذي نشأ وترعرع في وسط أخواله فنشأ نشأةً تونسية صرفة (إذ أنّ أصوله ليست تركيّة كما يظن البعض).

### مناصب
وانتقل فيما بعد حسين بن علي للعاصمة وشغل عدة خطط في عهد الدولة المرادية و تدرج في الخطط حتى بلغ:
- في عهد محمد باي بن مراد الثاني عينه رتبة خزنه دار
- رمضان باي أولاه خطة آغة صبايحية الترك،
- مراد الثالث رفع من منزلة حسين بن علي وأولاه كاهيةً بدار الباشا
- ولاية دار الجلد
- إبراهيم الشريف ولاه آغا صبايحية الترك عند انتقال الحكم اراد ان يستفيد من كفاءة واخلاص حسين بن علي فعينه

### أسرته

#### زوجاته
1. العثمانية
2. الغزالية
3. ماريا- دومينيكا دوريا وبعد إعتناقها الإسلام أصبح إسمها آمنة أنجبت له محمد الرشيد وعلي[7]

## تولي العرش

### ظروف البلاد التونسية قبل سنة 1702
كانت أول إشارة على ضعف الحكم العثماني المباشر وتدرج البلاد التونسية نحو استقلالها هو ثورة الجند بقيادة الدايات سنة 1591 على الديوان العثماني وتصفية كل اعضائه وعلى رأسهم الباشا العثماني كما تدعم بعد ذلك استقلال البلاد أكثر بتاسيس العرش المرادي سنة 1631 على يدي مراد باي الأول {المعروف بمراد كورسو} و خاصة في عهد محمد باي الأول المعروف أكثر بحمودة باشا المرادي وقد اعادت السلالة المرادية البلاد للتقاليد السياسية الملكية التي كانت عليها قبل سنة 1574، و لكن بدخول البلاد في أتون الصراعات الداخلية على الحكم بين أبناء مراد الثاني بعد سنة 1675 ، برزت للعيان الأطماع العثمانية لاعادة نفوذها وحكمها للبلاد كما برزت كذلك الاطماع الجزائرية في ضم تونس للإيالة الجزائرية، خاصة وان سياسة مراد باي الثالث، المعروف {بمراد بوبالة}، في شمال افريقيا كانت مهددة لهما اذ انه كان يسعى لاقتسام ايالة الجزائر مع السلطنة العلوية بالمغرب الاقصى للاستفراد فيما بعد بايالة طرابلس واخراج العثمانيين من المنطقة، وقد تظافرت العوامل الداخلية والخارجية للإطاحة به في 1702 اذ استغلت الدولة العثمانية انشغال مراد باي بالحرب مع داي الجزائر لتتعاون مع إبراهيم الشريف بعدما منحته فرمان البشاوية لاغتيال البـــاي وتنصيب إبراهيم الشريف على البلاد الذي استاثر لنفسه بجميع الخطط واصبح ينادى { بالباشا إبراهيم الشريف باي داي }.

### عودة البلاد للتبعية العثمانية المباشرة
رغم عودة البلاد التونسية للتبعية العثمانية بتنصيب إبراهيم الشريف باشا باي داي حاكما على البلاد، الا ان الحرب بين تونس والجزائر لم تتوقف وانهزم إبراهيم الشريف امام داي الجزائر [عشي مصطفى ] بالكاف واُسر و اِقتِيد للجزائر ويرجع ابن ابي الضياف هزيمته بسبب تحالف عربان المملكة التونسية مع جيش الغزاة بسبب سياسته الاستئصالية تجاههم، الا ان الحسين بن علي تدبر انسحاب الجيش نحو العاصمة قبل فواة الاوان.

### ظروف تأسيس العرش الحسيني
بعد انسحاب الجيش بفضل حنكة حسين بن علي نحو العاصمة وأسر إبراهيم الشريف، خشي الشعب من تقدم العدو واتفق الناس ان يجدو لانفسهم ملكا يدافع عنهم ويدافع بهم عن انفسهم فاِتفق أهل الحل والعقد و اعيان البلاد واعيان الجنود على مبايعة حسين بن علي بايًا على البلاد يوم 12 جويلية 1705 بديوان المدافعية امام القصبة فقبلها مكرها وتجددت البيعة العامة والرسمية يوم 15 جويلية 1705 ليأسس بذلك حسين باي الأول العرش الحسيني الذي سيحكم طيلة قرنين ونصف.

### حماية المملكة

#### دحر داي الجزائر
بمجرد توليه البيعة نظم الملك حسين باي صفوف المقاومة وحصن العاصمة واستعمل كل أنواع الحيل للرفع من معنويات الجنود والشعب اذ أشاع حسين باي الأول أن الولي سيدي عبد القادر الجيلاني سيحمي تونس وينصره و انه دله على مدفع من نحاس مدفون في بحيرة تونس ليستخرجه ويحارب به وقد قام الباي بذلك وتسامع الناس بذلك وقويت به قلوب التونسيين وأيقنوا بالنصر كما أن موقف رسل الباي القوي الذي يضمّ مجموعة من القضاة والفقهاء نجحوا بان يوهنوا موقف الداي واخرجوه في موقف الضعف اذ انه رفض الصلح بين طائفتين من المسلمين رغم ان الوفد التونسي قد عرض عليه أيضا إلى جانب الصلح مبلغا من المال يدفعونه له حقنا للدماء .
و ارتحل بعد ذلك من الكاف إلى تونس وأقبل بجنده «يهلك الحرث والنسل» و ظل يخرب وينهب في كل مكان يريح به، وكان قوام جيشه 40000 مقاتل أغلبهم عربان المملكة التونسية الذين إنظموا له في حربه ضدّ إبراهيم الشريف كردة فعل على حنقه عليهم وعزمه على استئصالهم، أما جند الباي حسين الأول فكان قوامهم 18000 مقاتل إلا أنهم أبلوا البلاء الحسن ليقينهم بالنصر كما انسحب العديد من الاعراب الذين كانوا داعمين لداي الجزائر وانظموا للباي بعدما وجدوا ان المتولي بعد من اضطرهم للخروج من ديارهم من أبناء المملكة، يتكلم بلغتهم، ملتحما في جلدتهم، حنّت قلوبهم للوطن، وأظهروا ما بطن.
و تمكن الباي من اِلحاق الهزائم بالجزائريين ببرج العامري ومجاز الباب حتى شرد جندهم وهربوا لبلادهم متوسلين للطعام والإعانة من المدن التونسية في طريق عودتهم .

#### افشال مخططات الداي محمد الاصفر في الاستئثار بالحكم
بعد انهزام الغزاة الجزائريين عمّ الأمان أرجاء البلاد واطمأنت الأنفس ورسخت قدم الباي حسين بن علي بالمملكة وهو من أبنائها مع ما له من خصال الشجاعة والحكمة و الوجاهة وكذلك محبة النّاس، كلّ هذه الخصال أثارت ذعر وحسد الداي محمد خوجة الأصفر وخشي أن يتبع الباي الجديد خطى من سبقوه من البايات المراديين الذين انقلبوا على الدايات وجعلوهم في مرتبة ومقام أدنى صلب هرم السلطات في الدولة واستبدوا عليهم حيث جعلوهم يعيّنون من قبلهم، فراودته نفسه أن يعيد الوضع إلى سابق ما كان عليه عند حكم جمهورية الدايات العسكرية خاصة أيام عثمان داي ويوسف داي ومن أن يعود الباي تحت إمرة الداي قبل فوات الأوان .لكن حسين باي الأول سرعان ما تفطن لما يصبو إليه الداي محمد الأصفر، وقرر تحكيم العقل والسياسة لمواجهته لما يعلمه من عسكر الترك الانكشاريين سيميلون آليا لصفّ الداي، لما في نفوسهم من رغبة في الاستئثار بالحكم ومن التغلب على العنصر التونسي ولهم في ذلك قدوة وضع الأتراك بالجزائر لما ينعمون به من سطوة وقوة و مال وجاه، وارتئى نظر الباي إلى أن حال البلاد لايقتضي كبحهم بالشدة اثر الفتنة التي أثرت نقصا في البلاد والعباد فبادر باِستمالة الجند بالعطاء وفي مجاملة أهل المملكة .
أما الداي فقد اِلتف حوله جمع من المنافقين والحاسدين و الخونة الذين وجدوا فيه وفي أعيان الجند الأذن الصاغية واشاروا عليه أن يفتك بالباي غدرا عند مروره للقصبة، لكن كان للداي مملوك صغير يدعى شلبي سمع الحديث فأعلم الباي بالمؤامرة التي تحاك ضده فتيقن بذلك الغدر به وخرج من العاصمة مع خاصته بحجة ايقاف ضرر جمع من الاعراب بصدد الإفساد بناحية الفحص، فخرج إلى ظاهر تونس وٱلتف حوله جمع من فرسان القبائل وعاهدوه الموت دونه، كما انظم له عدد من العلماء والشيوخ الذين سبق وان ارسلهم الداي كرسل للباي لحثه على العودة للعاصمة، وقرر تعيين قاره مصطفى كداي جديد فور عودته لتونس، وقد سبق له ان شغل نفس الخطة من قبل ان يعزل من قبل إبراهيم الشريف .
ولما بلغت هذه الأخبار لمحمد داي الاصفر ضاقت نفسه وٱضطربت أحواله بسبب ازدياد قوة شوكة الباي حسين فراسل إبراهيم الشريف بالجزائر بعدما علم ان صاحبها سرحه وألح عليه الرجوع للبلاد واعلمه بانه بصدد ضبطها ولما يقدم يسلمها له، سيما وان التململ اصاب جند الترك لعدم ايفاء الداي لهم بمرتباتهم وصاروا ينادون بخلعه وٱنظم فرسانهم للباي، فاستقدموه للحاضرة اين استقبله الناس ووقع القبض على الداي محمد الاصفر وقام الجنود بقطع رأسه، ودخل بذلك الباي للقصبة وجددت بيعته، وأجلس الداي قاره مصطفى حذوه.

#### محاولة إبراهيم الشريف العودة للحكم
بعد عودة الباي حسين الأول للحاضرة واستقرار الوضع بها لفائدته لم يلبث ان وافاه الخبر بقدوم إبراهيم الشريف من الجزائر إلى تونس عن طريق البحر الذي لم يرغب ابدا في ان يضيع فرصة تسلمه للبلاد من يد الداي محمد الأصفر كما وعده بذلك، فكاتب الباي القلاع والحصون بالسواحل بالقبض عليه وتحيّل على إبراهيم الشريف بتوجيه جماعة من رؤساء البحر في سفينة فرنسية مرتدين لباسا اوروبيا بقيادة حسين رايس، وما إن صادفوه تحيّلوا للوثوب عليه والفتك به ولما صادفوه بالقرب من غار الملح اقتربوا من مركبه فسألهم بنفسه عمّن يتولى مُلك البلاد وعن مصير حسين بن علي، فقالوا له أن الداي محمد الأصفر هو من يتولى شؤون البلاد والناس كلهم معه وبأن الباي حسين قد فرّ إلى نواحي القيروان .
و لما صار مركبه بمجال رميهم أطلقوا عليه وأصابوه ووثبوا على مركبه وقاموا بقطع رأسه وأرسلوه للباي مبشرين إياه بالتخلّص نهائيا من ألدّ أعداء المملكة، ودفن جسده أمام مرسى غار الملح .
و بالتخلص من إبراهيم الشريف ومن الداي محمد الأصفر ومن على شاكلتهما من المتآمرين تخلصت البلاد من أهم الأسباب التي كانت تعيق استقرارها ونموها، ونجح حسين باي في تركيز نظام ملكي تحكمه أسرة قومية ليسود طيلة 252 سنة .

## عهده

### سيرته
يقول أحمد ابن أبي الضياف في شأنه أنه :
| حسين باي الأول | وكان هذا الأمير تقيا شجاعا كريما رفيقا بالرعية، موثرا للعدل والإنصاف من نفسه، عالما بتنزيل السياسة في منازلها، محبّبا إلى النّاس، معظّما للعلماء والصالحين. ولذلك كانت أيامه كالخصب بعد الجدب، والأمن بعد الرعب، والسلم بعد الحرب، كثير المآثر والخيرات | حسين باي الأول |

لقد أقبل الناس في أيامه على العمران وأسباب الثروة، بفضل سياساته، فالفلاحين بعد ان خفف عليهم أثقال المغارم والجباية قوي أملهم وأغراهم على العمل فأثاروا على الأرض وعمروها بالاشجار والحبوب، وتنافس النّاس في عهده على الصناعات و التجارة ..
كما عرف عنه نفوره من السرف و الترف و محاربته له و قد جعل من نفسه المثال الذي يحتذى به حيث كانت سرجه خفيفة جدا، حتى كاد ان يكون الترف ممنوعا في عهده .
كما كان لا يتاجر في السكة و يرى في ذلك غشا .

### اهتمامه بالعدالة و القضاء
مما رسّخ محبته في قلوب النّاس أنْ كان همّه العدل فأخذ على عاتقه مباشرة القضاء بنفسه فأنشأ بقصر باردو قاعة محكمة يستمع فيها لشكاوي المواطنين ضدّ «ڨياده» و ضد بعضهم البعض و يقوم اثر ذلك بالبتّ فيها و كان هدفه في هذا الاجراء إلى جانب إرضاء هوسه في تحقيق العدالة إبراز سيادته و مقامه أمام رعاياه وقلده في ذلك جلّ من جاء بعده من نسله، وبهذا الإجراء يختلف الملوك الحسينيون عن من سبقوهم من السلالات الحاكمة بافريقية (تونس) بدء ا من الأغالبة وصولا للمراديين، اذ أنّ هذه السلالات لم تعمد إلى مباشرة القضاء بنفس الطريقة التي مارسها الحسينيون الذين انتصبوا بأعلى سلم هرم التنظيم القضائي.
كما قام حسين باي الأول بعدد من الإصلاحات القضائية حيث حجّر على الداي الحكم بالقتل، كما حجر القصاص في النفس و الاطراف على القاضي الا في مجلس شرعي يشهده المفتون، و لا ينفّذ إلا عن أمره مباشرة أو بمكتوب منه للداي .
أما فيما يخص قاضي العسكر فقد كان يأتي من إسطنبول بتعيين من شيخ الإسلام بالآستانة على مقتضى ما رتبه سنان باشا منذ سنة 1574 ، لكن حصل العسف و الجور من هؤلاء القضاة إلى جانب قصورهم في العلم، فجعل الباي متولي هذه الخطة من علماء أبناء العسكر بالحاضرة .

### مآثره

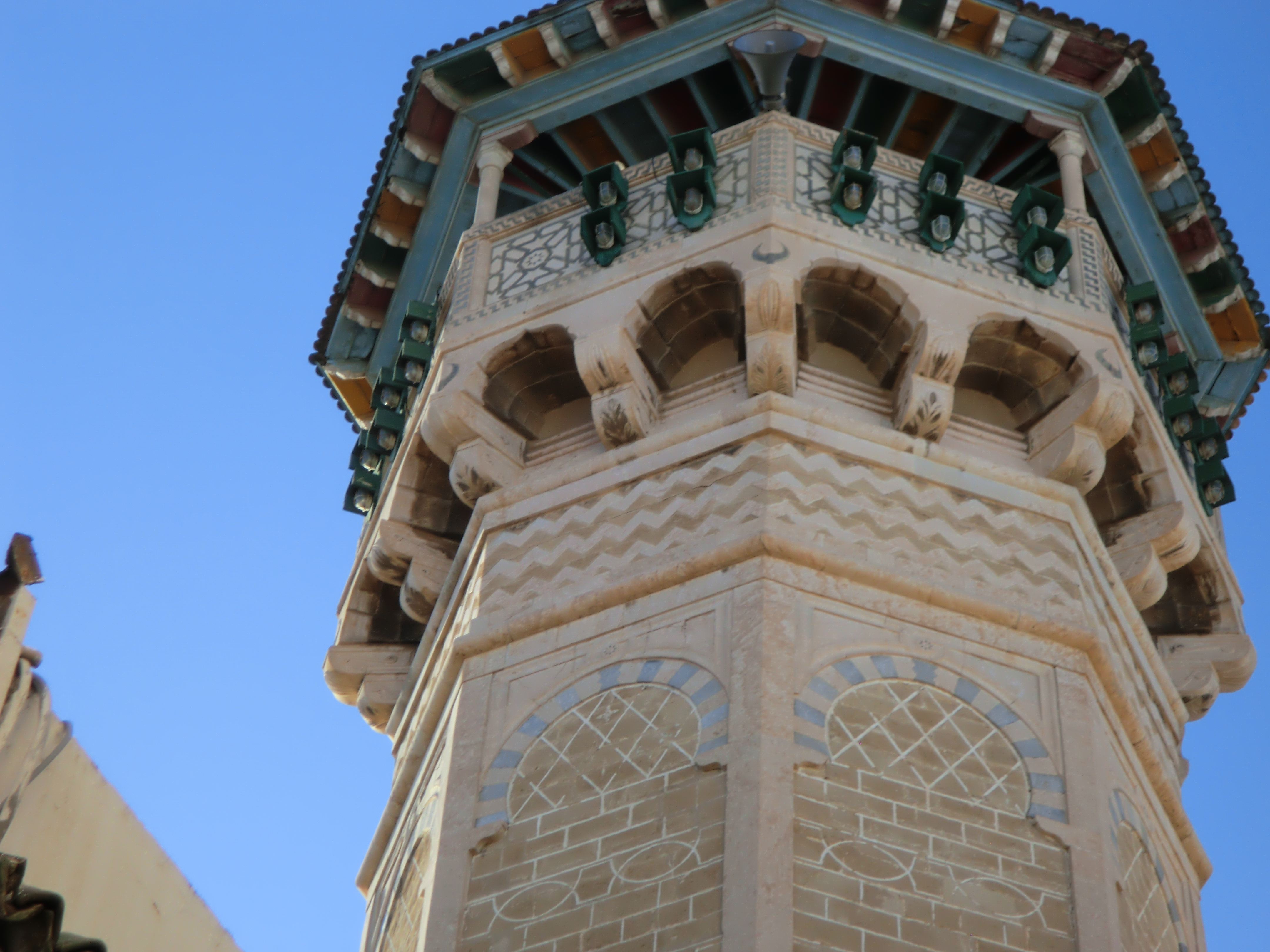
جامع الجديد

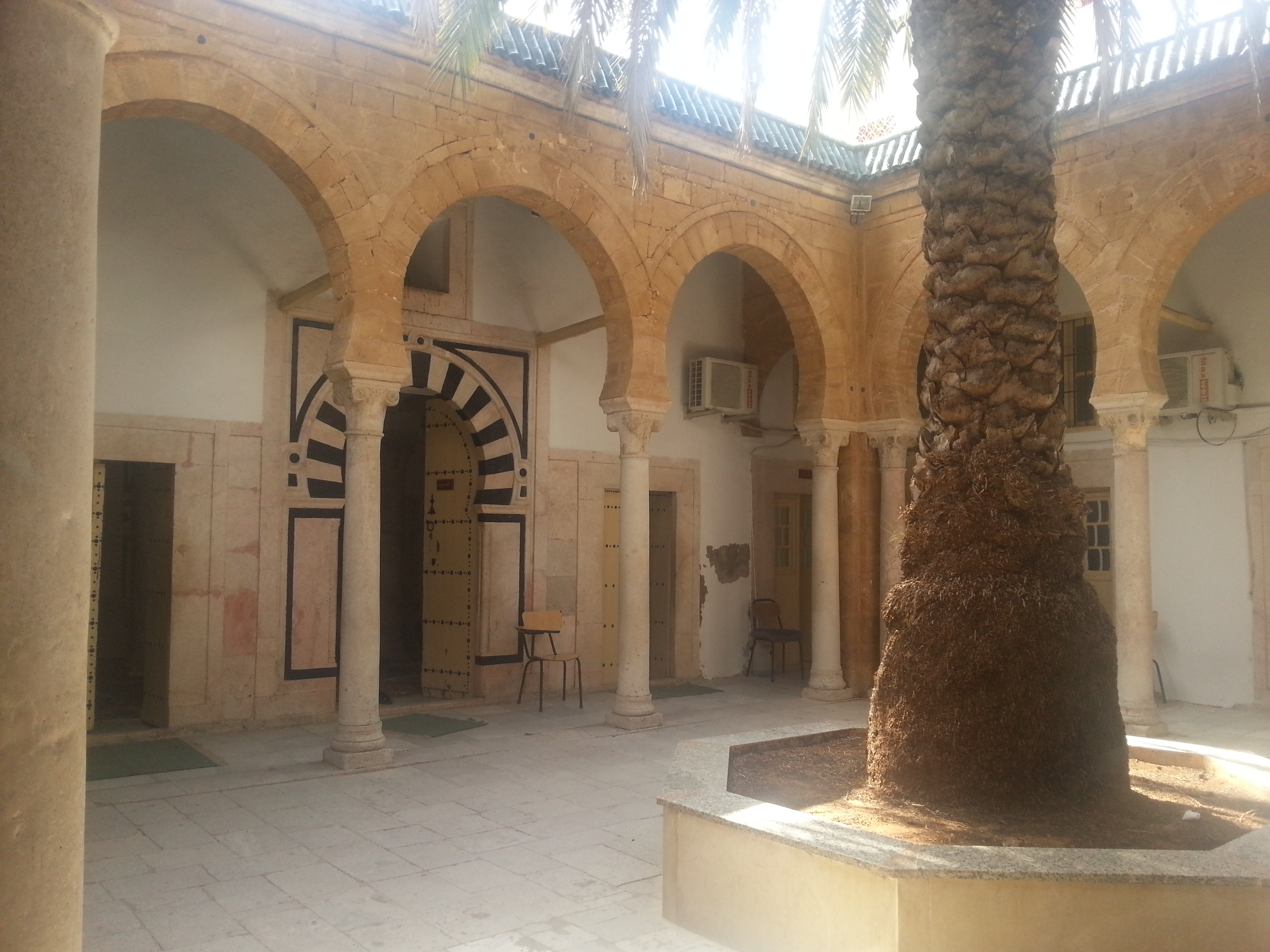
مدرسة النخلة

لقد قدّم حسين بن علي اهتمامه و عنايته بأسباب العمران على مآثر البنيان فاهتمّ بالاحباس و غابات الزيتون بالحاضرة التي كانت عرضة لنهبة المفترس و المخربين واعتنى بها و رتب لها الامناء و العدول و الحراس، و يبعث لحراستها أيام اثمارها أحد الآغوات، و رتب عشرها، و أجر عملتها وجعله من الزيت، و كلف الأمناء بحرثها كل سنة.. ورتّب كلّ ذلك بأمرٍ عليّ.
كما أنشأ مصانع لجمع ماء المطر عبر بناء مواجل و آبار و فسقيات و سقايات عديدة و بنى عدة قناطر سهل بها المرور منها قنطرة بالفحص و أخرى بالكاف و اثنتان برادس.
ـ أمّا مآثره من البنيان فهي عديدة و متعددة وشملت مختلف أصقاع المملكة، ففي مدينة القيروان أمر ببناء سورالمدينة، الذي قام بهدمه مراد باي الثالث، على نفقته الخاصة و قام كذلك باحياء عديد الآثار الدينية بالمدينة المنكوبة وبنى بها مدرسة و سوقين أوقفهما عليها.
أمّا بالحاضرة تونس فإن آثاره عديدة ففي باردو قام بتوسعة قصر باردو و بنى به جامع لصلاة الجمعة و مدرسة و حمّام و حصّن المجمّع بالأبراج، فبنى بها مدرسة النخلة والمدرسة الحسينية الصغرى وفي سنة 1727 دشن مجمعا يضم جامعا يعرف باسم الجامع الجديد و مدرسة وسبيل و تربته، كما بنى تربة أخرى تعرف بتربة للّة جنات و هي جارية من اصل جنوي اصطفاها لنفسه بعدما داهمت مراكب القراصنة التونسيين المركب الذي كانت على متنه.
كما قام ببناء مسجد بمقام الولي سيدي بوسعيد الباجي، و قام بتجديد و ترميم عدد كبير من المقامات و الزوايا و المساجد و القبب.
كما بنى مدرسة بمدينة صفاقس تعرف لليوم باسم المدرسة الحسينية (رغم تغييره بعد استقلال البلاد إلى مدرسة نهج العدول ) و كذلك مدرسة بنفطة و جدّد أخرى بسوسة.
كما جدّد مآثر كلّ من يوسف داي وحمودة باشا المرادي.

### الحرب الباشية الحسينية

#### أسبابها
في بداية عهده لم يكن للباي حسين أولاد من الذكور، فتبنى ابن أخيه علي باشا و قد نشأ في كفالته
و لما بلغ من العمر 17 عاما استعان به و أولاه مهمّة السّفر بالمحال فأبلى البلاء الحسن، و لهذه الخطة أهميّة قصوى إذ يلقب صاحبها << بباي الأمحال >> ويكلف بقيادتها لاستخلاص الجباية وظلت تعني طيلة حكم النظام الحسيني «ولي العهد» .
فيما بعد انجبت جارية الباي وزوجته الثالثة للّة جنات السابق ذكرها لحسين بن علي بعد عام من اصطفائها له ابنه البكر محمد الرشيد ثم انجبت علي، ثم انجبت محمود و مصطفى على التوالي ..
مع اشتداد عود ابنه الكبير محمد الرشيد قدمه والده سنة 1724 للسفر بالمحلّة، و لتجنب ردود فعل غاضبة من ابن أخيه علي قام حسين بن علي بتعيينه بمنصب الباشا واُخرج من قصر باردو و اُمر بالإقامة في دار رمضان باي، لكنّه سرعان ما استصغر خطته الجديدة و قرر الخروج على عمه .و توجه بعد ذلك هو و خاصته إلى جبال وسلات (مساندة كلّ ثائر أو متمرّد على الدولة ) و تحصّن بها ثمّ اِلتحم به جمع كبير من العربان الساخطون على سياسة عمّه الذي أسرف في اِتّباعه لسياسة جبائية مجحفة وثقيلة استهدفت احتكار فوائض الإنتاج عبر نظام المشترى و هو نظام يتمثل في اقتطاع اجباريّ لجانب من المحصول بأسعار تفاضليّة متدنيّة، و بالاعتماد على سلطته المطلقة حيث صار يخيل له بأن المملكة صارت بمثابة الحصير الذي طواه و جلس تحته .

#### انقسام البلاد
اثر اندلاع الحرب الأهلية الباشية الحسينية انقسم سكان المملكة يومئذ لحسينية وهم الذين وقفوا في صفّ الشرعيّة وقاموا بدعوى الملك حسين باي الأول و كانت تضمّ سكان القيروان وصفاقس وسوسة والمنستير والمهدية والقلعة الكبرى وأكثر قبائل دريد و جلاص و أولاد سعيد و الهمامّة، امّا الباشية فهم القائمون بدعوى علي باشا الأول و المساندون لثورته ونجد بينهم سكان مساكن و جمال و القلعة الصغرى و اكودة و زاوية سوسة و بقية قرى الساحل و كذلك جبل وسلات و قبائل ماجر و الفراشيش و أولاد عيار و ورتان و المثاليث و أولاد عون و كعوب و السواسي و غيرهم ..

## نهاية حكمه
تمكن في البداية صفّ الشرعيّة الحسينيّة الحاكمة من هزم علي باشا و من معه سنة 1729 ، لكنّه تمكن من الفرار للحامّة و قد كانت من بين القائمين بدعواه و منها للصحراء ثمّ ظلّ يتقلب في الزاب إلى حين وصوله للجزائر حيث استنجد بحكامها الأتراك، الذين كانوا ينظرون للنّظام القائم في تونس بعين الريبة، و قد قبلوا بمساندته و ترجيح الكفّة لفائدته سنة 1735 مقابل الالتزام بصرف تعويض مالي هام لمصاريف الحملة و كذلك بفرض وصايتهم على تونس (و لكنه لن يلتزم بهذا المطلب فيما بعد) .ولمّا بلغ للباي خبر خروج المحلة من الجزائر جمع عساكره و خرجت معه صبايحية الترك و الأوجاق و أعراب القبائل المساندة له في محلتين، الأولى تحت قيادته ومعه ابنائه علي باي و محمود باي و أخرى بقيادة وليّ عهده محمد الرشيد باي .
و قام بمناوشة المحلة الجزائرية لأيام ثمّ أخذت القبائل بالانسحاب و بعضهم غدر بالباي و انظمّ لعلي باشا، الاّ انّ محلّة محمد الرشيد باي لم تسلم بسهولة و اِلتحم القتال بينه و بين الجزائريين و كان مسنودا بخالِهِ مصطفى جنويز الذي رماهم بالمدفعية و كادا يهزمان جيش داي الجزائر لولا الغدر الذي وقع لحسين باي الذي لم يبقى معه سوى صبايحية الكاف و رغم دفاعهم البطولي عن الباي الا أن محلة الجزائر و علي باشا تمكنت من الاستيلاء على محلة الباي الذي اضطر للانسحاب و العودة للقيروان بعدما اصيب في فخذه، لكن بعد أيام لحقت به محلة كان على رأسها يونس باي ابن علي باشا و عضده الأيمن (ووليّ عهده فيما بعد) و حاصر القيروان 11 شهرا وأذاقها الجوع و الرعب ثم انسحب و عاد لحصارها ثانية ورماها بالمدافع و هدم سورها و أدرك الباي حسين الذي كان بصدد الهروب و أمسك به و لمّا همّ بقطع رأسه قال له حسين
| حسين باي الأول | أتخضب شيبي بدمي يا يونس و قد طهرت (ختنت) أباك في حجري | حسين باي الأول |

فردّ عليه بجوابه الشهير
| حسين باي الأول | المُلْكُ عقيم يا سيّدي | حسين باي الأول |

وباشر قتله بنفسه و أرسل رأسه لأبيه علي باشا الذي بكى و انكر فعل ابنه ووضعت رأس الباي السابق ببطحاء القصبة حتى يتأكد النّاس من زوال ملكه ثمّ دفنه بتربته المعروفة بتربة القاسمين بالجامع الجديد، أمّا أبناؤه محمد و علي فقد تمكنا من الهرب للجزائر طلبا للنجدة حيث سيظلاّ منفيين هناك طيلة فترة حكم علي باشا .